# آرت چیلد
آرت چیلد (انگلیسی: Art Child; ۱۵ سپتامبر ۱۹۱۶ – ۳۰ ژوئن ۱۹۹۶) بازیکن هاکی روی یخ اهل بریتانیا بود. وی پس از مهاجرت به کانادا از سال ۱۹۵۱ تا ۱۹۵۹ به‌عنوان نماینده انتاریو انتخاب شده‌بود.